# Pierre Dhombres
Pour les articles homonymes, voir Dhombres.
Pierre Dhombres est un syndicaliste et mutualiste français né le 27 juin 1906 à Alès (Gard) et décédé le 16 janvier 1995 dans le 16e arrondissement de Paris.
Fils d’un fonctionnaire de préfecture et d’une institutrice syndicaliste, Pierre Dhombres suit des études qui le mènent à l’agrégation d’histoire-géographie en 1929.
Professeur à Limoges en 1930, puis à Marseille en 1932, il participe au Comité de vigilance des intellectuels antifascistes (CVIA), avant guerre, mais ne vient au syndicalisme que tardivement, adhérant au Syndicat national des enseignements de second degré (SNES) en 1945.
Connu essentiellement pour ses engagements pédagogiques, il n’a pas d’activité syndicale notable avant 1954, année où il est élu à la Commission administrative nationale du SNES sur la liste des « autonomes », majoritaires dans le syndicat.
Il a alors une ascension fulgurante dans le syndicat, prenant immédiatement la direction de la commission pédagogiques, puis succédant à Albert-Claude Bay lorsque celui-ci quitte, l’année suivante, la direction du syndicat.
Son orientation personnelle, plus proche de celle de la direction de la Fédération de l'Éducation nationale (FEN), notamment sur les questions pédagogiques et sur les questions d’ordre politique, comme l’autodétermination de l’Algérie, conduisirent à une rupture au sein de la majorité « autonome » et la constitution d’un courant dit « liste C », bientôt rejoint par Bay, son prédécesseur.
Pourtant, la distance reste forte entre le SNES et le SNI (Syndicat national des instituteurs) au sein de la FEN, notamment au sujet de la réforme Billières en 1956-1957. De même, Dhombres ne partagea pas l’enthousiasme de Denis Forestier, secrétaire général du SNI, pour l’initiative du PUMSUD (Pour un syndicalisme uni et démocratique).
Artisan du rapprochement du SNES avec le SNET (Syndicat national de l’enseignement technique), qui aboutira à la fusion des deux syndicats en 1966, il est atteint par le rejet du rapport d’activité par les syndiqués, à la suite de l'échec de la grève administrative de 1965, et démissionne du secrétariat général en 1966.
Il s’éloigne alors du syndicalisme pour se consacrer au mouvement mutualiste, et plus particulièrement sa fonction de vice-président de la MGEN (Mutuelle générale de l'Éducation nationale), qu’il occupe de 1963 à 1971.
Professionnellement, il sera secrétaire général de la Cité universitaire de Paris de 1966 à 1971, année où il prend sa retraite.